# Лудвик Куба
Лудвик Куба (на чешки: Ludvík Kuba, изписване до 1945 година: Лудвигъ Кубасъ) е чешки фолклорист, писател и художник. Почетен професор в Академията за изящни изкуства в Прага. Представител е на късния импресионизъм и колекционер на народни песни.

## Биография
Лудвик Куба е роден на 16 април 1863 година в Подебради, тогава в Австрийската империя, днес в Чехия. Започва да свири на орган и взима частни уроци от Бохуслав Шнирх и Карел Либшер. Приет е в Академията за изящни изкуства и учи в студиото на Макс Пирнер (1891 – 1893). После учи в парижката Aкадемия „Жулиан“ (1893 – 1895) и в училището на Антон Ажбе в Мюнхен (1895 – 1904).
Посвещава се на рисуване и събиране на народни песни. Стилът му е повлиян от импресионизма и рисува предимно пейзажи, като най-много обича Южна Бохемия, и портрети (например Йозеф Сватопулк Махар) и натюрморти (например Червени бегонии). Носител е на чешки и международни награди.
Събира песни от славянските страни и издава специален том, наречен „Македонски песни“. Куба изтъква българския характер на македонските песни, с което си навлича омразата на сръбските власти. Член е на Македонския научен институт.
Лудвик Куба умира на 30 ноември 1956 година в Прага.

## Научна и художествена дейност
Изучава музикалната култура и обичаи на славянските народи. Събира голяма колекция от славянски песни, която издава в 15-томния труд „Slovanstvo ve svých zpěvech“. Издава отделни трудове за музикалната култура на Лужица, Чехия, Македония, Босна и Далмация. В резултат на пътуванията си издава отделните музикални сборници „Čtení o Lužici“, „Čtení o Starém Srbsku“, „Čtení o Makedonii“, „Čtení o Dalmácii“, „Čtení o Bosně a Hercegovině“.
През 1886 г. посещава за първи път Лужица, а после пътува дотам още три пъти – през 1903, 1922 и 1923 г. След пътуванията си създава множество творби, посветени на лужицката култура и личности.
През 1925 – 1927 г. посещава Вардарска и Егейска Македония, където пребивава около година и половина. В резултат на престоя си издава сборника „Македонски песни“. В предговора към него той пише, че македонците са българи, езикът, на който говорят, е български, песните, които пеят, са също български. Сборникът е посрещнат изключително остро от официалните правителствени кръгове в Белград, които по това време се опитват да убедят света, че народният фолклор в Македония е „сръбски“.
Също така се занимава в съставянето на колекции от китайска и японска живопис, част от които се съхранява в Прага в Музея на азиатските, африканските и американските култури.
Съчинения
- Slovanstvo ve svých zpěvech (1884 – 1928);
- Čtení o Lužici (1925);
- Čtení o Starém Srbsku (1932);
- Čtení o Makedonii (1932);
- Cesty za slovanskou písní (1933);
- Čtení o Dalmacii (1936);
- Čtení o Bosně a Hercegovině (1937);
- Moje Čína (1946);
- Zaschlá paleta (1955);
- Křižem kražem slovanským světem (1956).

Известни картини
- V zeleném pokoji, 1906;
- Mezi růžemi, 1906;
- Nevěsta Mina Bobkova, 1923;
- Hyacint na tmavém pozadí, 1942;
- Autoportrét: Moje paleta, 1946.

Изложби
- Ludvík Kuba, Kolín, 1909;
- Ludvík Kuba: Z Lužice, Praha, 1924;
- Ludvík Kuba: Za půl století, Praha, 1948;
- Lid slovanských zemí v obrazech Ludvíka Kuby, Praha, 1953;
- Výtvarné práce Ludvíka Kuby z období secese, Březnice, 1981;
- Ludvík Kuba: Zátiší z let 1933 – 1955, Březnice, 1989;
- Ludvík Kuba: Z mého života, Polabské muzeum, Poděbrady, 2003;
- Ludvík Kuba (grafika), Praha, 2012;
- Ludvík Kuba – Poslední impresionista, Praha, 2013 – 2014[3].

## Награди
- Почетен доктор на Карловия университет (1936);
- Народен художник на Чехословакия (1945);
- Почетен професор на Академията за изящни изкуства в Прага;
- Почетен член на Македонския научен институт.

## Памет
- На името на Лудвик Куба са наречени няколко улици в различни чешки градове.
- Неговото име носят художествените галерии в градовете Подебради и Бържезнице и парк в град Подебради.